# La gran persecución en locomotora
La gran persecución en locomotora (en inglés: great locomotive chase), también denominada la incursión de Andrews, fue una operación militar realizada el 12 de abril de 1862, en el norte del estado de Georgia, durante la Guerra de Secesión en Estados Unidos. Algunos voluntarios del ejército de la Unión tomaron y condujeron un tren en dirección norte hacia Chattanooga, Tennessee, causando los mayores daños posibles a la vital línea ferroviaria del oeste y el Atlántico desde Atlanta a Chattanooga, mientras eran perseguidos por otras locomotoras. Como habían cortado los cables telegráficos, no se pudo mandar ningún aviso a las fuerzas confederadas situadas a lo largo de su ruta. Los miembros de la incursión fueron finalmente capturados y varios fueron fusilados como espías. Algunos miembros de la incursión de Andrews fueron los primeros en recibir la medalla de Honor.

## Contexto y precedentes

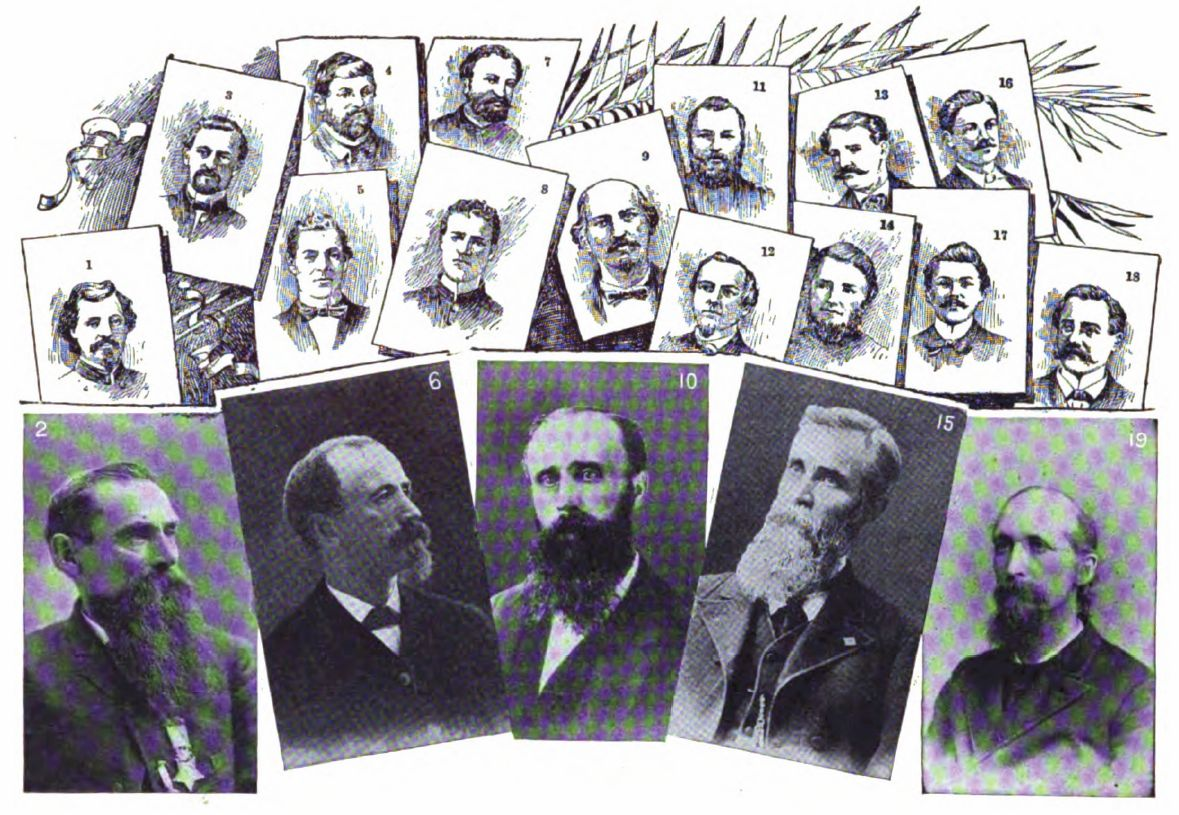
Ilustración con los 19 hombres involucrados en la persecución, 17 soldados y 2 empleados de ferrocarriles.

El mayor general Ormsby M. Mitchel, que comandaba las tropas federales en el centro del estado de Tennessee, planeó desplazarse al sur y tomar Huntsville, en Alabama, antes de desviarse al este con la esperanza de capturar la ciudad de Chattanooga, en Tennessee. El general Mitchel se dio cuenta del valor estratégico del tren y del transporte de agua al centro de Chattanooga. 
En esa época, el procedimiento corriente hubiera consistido en prevenir el reforzamiento de Chattanooga rodeándola. Pero el abastecimiento natural de agua de Chattanooga y las cadenas montañosas situadas en el este y el sur de la ciudad hacían prácticamente imposible que las fuerzas del general Mitchel lo consiguieran. Pero si se pudieran bloquear los refuerzos realizados por vía férrea desde Atlanta, entonces Chattanooga podría ser tomada. Además, si Chattanooga era tomada por las fuerzas de la Unión dispondrían de las mismas ventajas tácticas para su defensa. El ejército de la Unión tendría refuerzos por vía ferroviaria y una lína de suministros en su retaguardia, que conducía a la nueva fortaleza en poder de la Unión y depósito de suministros de Nashville.
James J. Andrews, un explorador civil y espía a tiempo parcial, propuso una osada incursión dirigida a destruir la línea ferroviaria del oeste y el Atlántico, que comunicaba Chattanooga, y así aislarla de Atlanta. Andrews reclutó a William Hunter Campbell y 22 soldados voluntarios de la Unión de tres regimientos de infantería de Ohio, el 2º, el 21º y el 33º. Andrews pretendía llegar a Marietta, Georgia, en la medianoche del 10 de abril de 1862. Sus planes se retrasaron por una lluvia muy intensa. Viajaron en grupos pequeños vestidos de civil y evitando despertar suspicacias. Todos excepto dos, Samuel Llewellyn y James Smith, llegaron al punto de encuentro designado a tiempo. Llewellyn y Smith se unieron a una unidad de artillería del ejército confederado, como se les había ordenado hacer en tales circunstancias.

## La persecución
Como los vagones restaurante aun no se habían inventado, los horarios de los ferrocarriles de la época incluían paradas para beber, comer y descansar. Además, como las locomotoras de la época necesitaban cargar combustible y agua para sus calderas frecuentemente las paradas para repostar se aprovechaban por los pasajeros y los empleados para tomar un refrigerio.

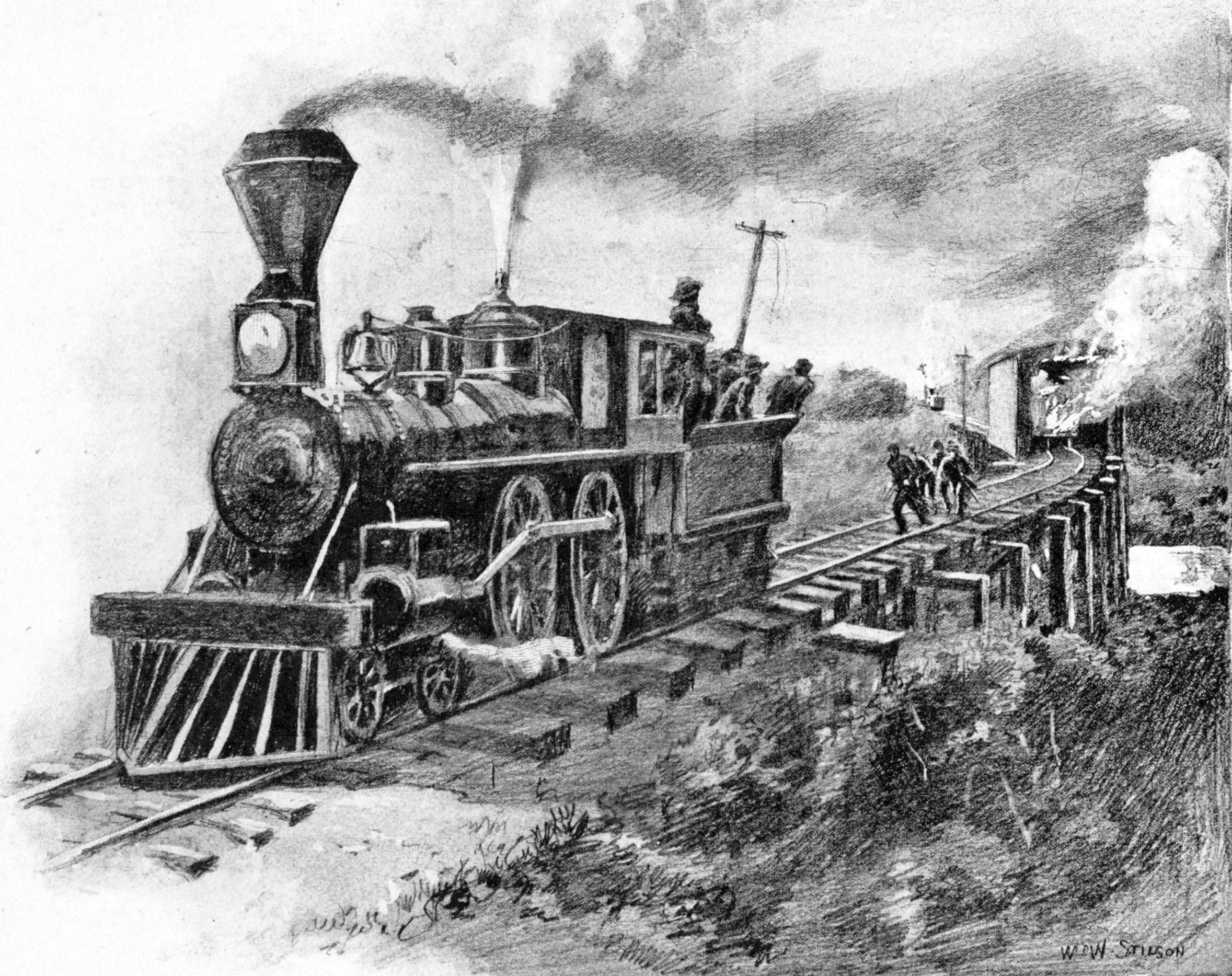
Los asaltantes colocaron un tren en llamas para intentar impedir la persecución.

En la mañana del 12 de abril de 1862 un tren de pasajeros, con una locomotora llamada La General, paró en Big Shanty, Georgia (actualmente Kennesaw), para que los empleados y pasajeros pudieran desayunar. Andrews y su grupo aprovechó la oportunidad para apoderarse de la locomotora y unos pocos vagones. Su objetivo era conducir el tren en dirección norte hasta Chattanooga para reunirse con el ejército de Mitchel, que estaba avanzando. Los asaltantes eligieron la estación de Big Shanty porque no tenía telégrafo. Por el camino Andrews planeaba parar para arrancar la vía, sabotear las agujas, quemar los puentes y mandar mensajes telegráficos falsos. Los asaltantes salieron a toda prisa de Big Shanty, dejando atrás a los sorprendidos pasajeros, al personal del tren y varios espectadores, entre los que estaban algunos soldados confederados del campamento cercano.
El maquinista, William Allen Fuller, y otros dos hombres persiguieron al tren robado primero a pie y después en un carro de manivela. Esta persecución no era tan desesperada como podría parecer. Las locomotoras de la época alcanzaban una media de velocidad de 24 km/h, con cortos tramos donde podían alcanzar los 32 km/h. Además, el terreno del norte de Atlanta es muy accidentado, y el trayecto tiene inclinaciones muy empinadas. Incluso en la actualidad la media de velocidad en el trayecto entre Chattanooga y Atlanta no supera los 64 km/h. Como Andrews tenía la intención de parar periódicamente para realizar sabotajes, sería bastante posible para un perseguidor determinado alcanzarlos antes o cuando el tren llegara a Chattanooga.
Fuller consiguió una locomotora, llamada Yonah, en Etowah, Tennessee, y así continuó la persecución de los asaltantes hacia el norte hasta llegar a Kingston, Georgia. Allí, Fuller se cambió a una locomotora llamada William R. Smith y se encaminó hacia Adairsville. Los asaltantes arrancaron las vías dos kilómetros antes de llegar a Adairsville, por lo que Fuller tuvo que continuar sus persecución a pie. Al llegar a Adairsville se hizo con el control de una locomotora llamada Texas.
Los incursores nunca estuvieron muy lejos de Fuller durante este periodo por varias razones. En primer lugar la destrucción de las vías tras el tren era una labor lenta. En segundo lugar, los asaltantes habían robado un tren de ruta regular y no podían adelantarse, además de que necesitaban hacer sus paradas. Si se hubieran adelantado hubieran tenido que parar para permitir el paso de los trenes que iban en dirección sur antes de poder seguir en dirección norte. Por eso Fuller pudo ir ganándoles terreno.
Los maquinistas de la Texas fueron engañados por Andrews para que tomaran la vía muerta de la estación, y así la General continuó sin problemas hacia el norte por la línea principal de una sola vía. Como el grupo de Andrews había cortado las líneas de telégrafo, los demás maquinistas, jefes de estación y la dirección de la línea de su ruta hacia el norte no tenían ni idea de que la General había sido capturada por el enemigo. Fuller, en la dirección de la Texas, subió a bordo a 11 soldados confederados en Calhoun.

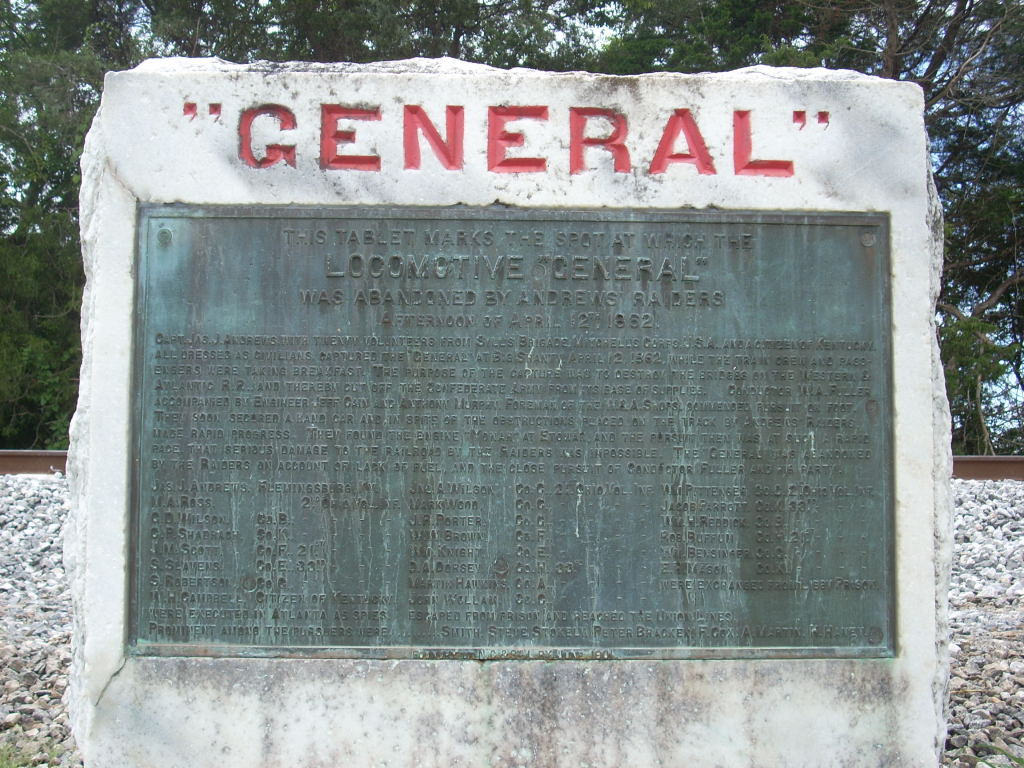
Monumento a la locomotora La General cerca de Ringgold, Georgia.

Con la Texas persiguiendo a la General, ambos trenes se dirigieron a toda velocidad hacia Dalton y Tunnel Hill, en Georgia. Los saboteadores continuaron inhabilitando los cables de telégrafo en varios puntos para evitar que llegaran transmisiones hacia Chattanooga, pero fueron incapaces de quemar los puentes o dinamitar Tunnel Hill. Prendieron un vagón de madera que colocaron sobre un puente pensando que las llamas se expandirían a la estructura, pero la madera que pensaban ardería fácilmente estaba mojada por la lluvia.
Finalmente en el hito a 116,3 millas al norte de Ringgold, a solo unos pocos kilómetros de Chattanooga, su locomotora se quedó sin combustible y los hombres de Andrews abandonaron la General y se dispersaron. Andrews y todos sus hombres fueron capturados poco después, incluidos los dos hombres que no llegaron a subirse al tren aquella mañana.

## Consecuencias
Como se consideró que todos los incursores habían cometido actos de beligerancia ilícita, y además que los civiles eran combatientes ilegales y espías, al ser capturados fueron llevados a juicio. Andrews fue juzgado en Chattanooga y declarado culpable. Fue ejecutado en la horca el 7 de junio de 1862 en Atlanta. El 18 de junio siete personas que habían sido trasladadas a Knoxville fueron condenados como espías y se les devolvió a Atlanta para ser también colgados, y sus cuerpos fueron enterrados sin ceremonia en una tumba sin nombre (más tarde fueron enterrados en el Cementerio Nacional de Chattanooga).
El cabo William Pittenger, que escribió el relato más extenso de la hazaña, dijo que los demás asaltantes temieron sufrir el mismo destino e intentaron escapar, según la correspondencia del presidente confederado Jefferson Davis. Ocho de ellos lo consiguieron. Viajaron cientos de kilómetros en parejas, tratando de llegar a las líneas de la Unión. Dos de ellos fueron ayudados por esclavos simpatizantes de la Unión y otros dos navegaron por balsa por el río Chattahoochee hasta que fueron rescatados por el barco perteneciente a las tropas del bloqueo de la Unión USS Somerset. No hay documentos que muestren que los confederados trataran a los asaltantes que quedaban de forma diferente tras la fuga. Los seis que quedaron fueron intercambiados como prisioneros de guerra el 17 de marzo de 1863.
Los miembros de la incursión recibieron las primeras medallas de honor que se concedieron, entregadas por el secretario de guerra Edwin M. Stanton. La primera medalla se le otorgó al soldado raso Jacob Wilson Parrott por el tratamiento particularmente severo que recibió como prisionero. Posteriormente todos menos dos de los soldados también recibieron la medalla (póstumamente aquellos que habían sido ejecutados). Los dos soldados que no recibieron la medalla de honor también fueron de los ejecutados, pero al parecer sus historiales se perdieron entre el maremagnum de documentos del departamento de Guerra. Por su parte, Andrews y Campbell no pudieron recibir la medalla de honor por ser civiles.

## Miembros de la incursión
| Rango          | Nombre                                                   | Unidad      | Fecha de la medalla de honor | Notas |
| -------------- | -------------------------------------------------------- | ----------- | ---------------------------- | --- |
|                | James J. Andrews (c. 1829-1862)                          |             | Sin condecoración            | No apto para recibir la medalla de honor por ser civil. Ejecutado en la horca. |
| Soldado raso   | William Bensinger (1840-1918)                            | 21º de Ohio | 25 de marzo de 1863          | Intercambiado; posteriormente ascendido a capitán. |
| Soldado raso   | Wilson W. Brown (1837-1916)                              | 21º de Ohio | 17 de septiembre de 1863     | Escapado; posteriormente ascendido a teniente de 2ª. |
| Soldado raso   | Robert Buffum (1828-1871)                                | 21º de Ohio | 25 de marzo de 1863          | Intercambiado; posteriormente ascendido a teniente de 2ª. |
|                | William Hunter Campbell (1839-1862)                      |             | Sin condecoración            | No apto para la medalla de honor por ser civil. Ejecutado en la horca. |
| Cabo           | Daniel A. Dorsey (1838-1918)                             | 33º de Ohio | 17 de septiembre de 1863     | Escapado; posteriormente ascendido a teniente de 2ª. |
| Cabo           | Martin J. Hawkins (1830-1886)                            | 33º de Ohio | 17 de septiembre de 1863     | Se quedó dormido y no llegó al tren; escapado; posteriormente ascendido a sargento.                                                                                                   |
| Soldado raso   | William James Knight (1837-1916)                         | 21º de Ohio | 17 de septiembre de 1863     | Escapado. |
| Cabo           | Samuel Llewellyn (1841-1915)                             | 33º de Ohio | Sin condecoración            | No llegó a participar; se alistó en una unidad confederada antes de Marietta; posteriormente ascendido a sargento.                                                                    |
| Sargento       | Elihu H. Mason (1831-1896)                               | 21º de Ohio | 25 de marzo de 1863          | Intercambiado; posteriormente ascendido a capitán. |
| Soldado raso   | Jacob Parrott (1843-1908)                                | 33º de Ohio | 25 de marzo de 1863          | Intercambiado; posteriormente ascendido a teniente de 1ª. |
| Cabo           | William Pittenger (1840-1904)                            | 2º de Ohio  | 25 de marzo de 1863          | Intercambiado; posteriormente ascendido a sargento. |
| Soldado raso   | John R. Porter (1838-1923)                               | 21º de Ohio | 17 de septiembre de 1863     | Se quedó dormido y no llegó al tren; escapado; posteriormente ascendido a teniente de 1ª.                                                                                             |
| Cabo           | William H. Reddick (1840-1903)                           | 33º de Ohio | 25 de marzo de 1863          | Intercambiado; posteriormente ascendido a teniente de 2ª. |
| Soldado raso   | Samuel Robertson (1843-1862)                             | 33º de Ohio | 17 de septiembre de 1863     | Medalla póstuma; ejecutado en la horca por espía. |
| Sargento mayor | Marion A. Ross (1832-1862)                               | 2º de Ohio  | 17 de septiembre de 1863     | Medalla póstuma; ejecutado en la horca por espía. |
| Sargento       | John Morehead Scott (1839-1862)                          | 21º de Ohio | 4 de agosto de 1866          | Medalla póstuma; ejecutado en la horca por espía. |
| Soldado raso   | Charles Perry Shadrack (1840-1862)                       | 2º de Ohio  | Sin condecoración            | Ejecutado en la horca por espía; no apto para la medalla de honor por alistarse con nombre falso (nombre real: Phillip Gephart Shadrach).                                             |
| Soldado raso   | Samuel Slavens (1831-1862)                               | 33º de Ohio | 28 de julio de 1883          | Medalla póstuma; ejecutado en la horca por espía. |
| Soldado raso   | James Smith (1844-1868), nacido como Ovid Wellford Smith | 2º de Ohio  | 6 de julio de 1864           | No llegó a participar; se alistó en una unidad confederada antes de llegar a Marietta, pero fue hecho prisionero en Swims Jail durante la incursión; posteriormente ascendido a cabo. |
| Soldado raso   | George Davenport Wilson (1830-1862)                      | 2º de Ohio  | Sin condecoración            | Ejecutado en la horca por espía. |
| Soldado raso   | John Alfred Wilson (1832-1904)                           | 21º de Ohio | 17 de septiembre de 1863     | Escapado. |
| Soldado raso   | John Wollam (1840-1890)                                  | 33º de Ohio | 20 de julio de 1864          | Escapado. |
| Soldado raso   | Mark Wood (1839-1866)                                    | 21º de Ohio | 17 de septiembre de 1863     | Escapado; posteriormente ascendido a teniente de 2ª. |

## Adaptaciones cinematográficas
La persecución de los incursión de Andrews inspiró la comedia muda de Buster Keaton El maquinista de La General (1926) y la película dramática producida por Walt Disney The Great Locomotive Chase (1956), protagonizada por Fess Parker en el papel de Andrews.

## Monumentos y placas
Hay un monumento dedicado a los miembros de la incursión de Andrews situado en el cementerio nacional de Chattanooga National. En lo alto del monumento hay un modelo a escala de la locomotora General, con una placa explicando brevemente la historia de la gran persecución. La locomotora General original está en el Museo del sur de la guerra civil y la historia del ferrocarril, en Kennesaw, Georgia, mientras que la Texas se exhibe en el Cyclorama de Atlanta.
Una placa indica el lugar donde empezó la persecución, cerca del museo de Big Shanty en Kennesaw, y hay otra que muestra donde terminó en el hito situado a 116,3 millas al norte de Ringgold — no lejos del restaurado depósito situado a 114,5 millas.
En el lugar donde Andrews fue ahorcado hay un marcador histórico, situado en el centro de Atlanta, Georgia, en la esquina de la calle 3ª y la calle Juniper.